# 섹스 프렌드
섹스 프렌드(영어: sex friend)는 섹스를 즐기는 것을 목적으로 한 남녀 또는 동성의 관계를 가리키는 속어이다. 연인이 아니므로 그냥 친구로서만 섹스를 즐긴다. 프렌즈 위드 베네피츠(영어: friends with benefits)라는 말도 사용되고 있다.